# Голдинг, Брюс
Оретт Брюс Голдинг (англ. Orette Bruce Golding; род. 5 декабря 1947, Чапелтон, Мидлсекс) — 8-й премьер-министр Ямайки с 11 сентября 2007 по 23 октября 2011 года, лидер Лейбористской партии Ямайки с 20 февраля 2005, председатель с ноября 2003, ранее лидер партии Национальное демократическое движение, с 1995 по 2002 год.

## Биография
Окончил Университет Вест-Индии в Мона-Кингстоне и получил ученую степень бакалавра экономических наук.
В 1980—1989 годах — министр строительства Ямайки.
В 2005 году избран лидером Лейбористской партии Ямайки вместо Эдварда Сэаги.
По итогам прошедших в 2007 году парламентских выборов одержал победу над Национальной народной партией премьер-министра Поршии Симпсон-Миллер и сменил её в должности. Кроме того, он по совместительству занимает должности министра обороны, министра планирования и развития, а также министра по делам информации и коммуникации Ямайки.
В сентябре 2011 года было объявлено о намерении Голдинга уйти в отставку в ноябре после избрания нового лидера партии.
23 октября 2011 года ушёл в отставку, и новым премьер-министром Ямайки стал Эндрю Холнесс.